# مقاطعة بابلسر (مازندران)
مقاطعة بابلسر (بالفارسية: شهرستان بابلسر) هي منطقة سكنية في إيران وتقع في مازندران يقدر عدد السكان في
مقاطعة بابلسر، بـ 116,545 نسمة ومساحتها 345.70 كم2 .